# Reticolo ortorombico a corpo centrato

Rappresentazione della cella OCC

Il reticolo ortorombico a corpo centrato (o reticolo OCC) è uno dei 14 reticoli di Bravais, appartenente al sistema ortorombico.